# The West Texas Rednecks
I West Texas Rednecks sono stati una stable e un tag team di wrestling attivo alla fine degli anni novanta nella World Championship Wrestling, composto da Curt Hennig, Bobby Duncum Jr., Barry Windham, Kendall Windham e Curly Bill.
Inoltre, in veste di gruppo musicale country registrarono due canzoni, Rap is Crap (I Hate Rap) e Good Ol' Boys.

## Titoli e riconoscimenti
- World Championship Wrestling

- WCW World Tag Team Championship (1) – Barry Windham & Kendall Windham (1)